# Malatesta Novello
Domenico Malatesta Malatesta, bekannt als Malatesta Novello (* 5. August 1418 in Brescia; † 20. November 1465 in Cesena), war ein italienischer Condottiere.

Wappen der Malatesta

## Leben
Als unehelicher Sohn von Pandolfo III. Malatesta und Antonia da Barignano wurde er 1429, nach dem Tod seines Onkels Carlo Malatesta, im zarten Alter von 11 Jahren Herr von Cesena.
Bereits im Alter von 13 Jahren, im Jahr 1431, musste er einige Unruhen in der Stadt bekämpfen. Diese sind von der Malatesta-Familie aus Pesaro ausgegangen, die versuchte das Volk aufzuwiegeln, das sich jedoch gegen die Usurpatoren auflehnte und Domenico Malatesta zusammen mit seinem Bruder Sigismondo Pandolfo als ihre Herren wünschten.
Im selben Jahr musste er auch nach Fano fliehen, das sich seinerseits erhoben hatte, und mit viel Geschick gelang es ihm, die Stadt zurückzuerobern.
Im Jahr 1433 wurde er von Kaiser Sigismund zum Cavaliere Palatino ernannt. Später beschloss er seinen Vornamen Domenico abzulegen und den neuen Namen Malatesta Novello anzunehmen.
Zu seinen Besitzungen gehörten Cesena, Bertinoro, Meldola, Sarsina, Roncofreddo und der Piviero di Sestino. Von seinem Bruder Sigismondo Pandolfo erhielt er auch Cervia, wo er wichtige Festungsanlagen errichtete.
Im Jahr 1434 wurde ein Ehevertrag mit Violante da Montefeltro, der Tochter von Guidantonio da Montefeltro und Caterina Colonna, geschlossen. Er war 16 Jahre alt und sie erst 4. Die beiden Verlobten blieben getrennt und als Violante 12 Jahre alt wurde, fand die Hochzeitsfeier im Mai 1442 in Gubbio statt.
Malatesta kämpfte für den Papst um die Sforza aus Mittelitalien zu vertreiben. Domenico und Sigismondo Pandolfo, der Schwiegersohn von Francesco Sforza standen dabei auf entgegengesetzten Seiten. Im Laufe dieser Auseinandersetzungen konnte Domenico ungehindert große Teile des Herrschaftsgebietes seines Bruders übernehmen.
Im März 1447 musste Domenico auf Grund einer Erkrankung seine militärischen Unternehmungen aufgeben. Er zog mit seiner Gattin nach Cesena und prägte das politische Leben der Stadt und beteiligte sich an kulturellen Aktivitäten und der Stadtplanung.
Novello Malatesta starb am 20. November 1465 im Alter von 47 Jahren nach einer langen Krankheit. Angeblich hinterließ er aufgrund eines Keuschheitsgelübdes seiner Frau Violante keine Erben. Mit seinem Tod endete die Herrschaft der Malatesta in Cesena.
Der Herr von Cesena wollte im Gegensatz zu seinem Bruder Sigismondo, der eine bedeutende Grabstätte für sich errichten ließ (den Tempio Malatestiano in Rimini), für sich einen bescheidenen Ort. Er verfügte, dass er an der äußeren Umrandung der Kirche San Francesco begraben werden sollte, die an das Kloster angrenzt in dem sich die von ihm gegründete berühmte Bibliothek befindet (die Kirche gibt es heute nicht mehr; an ihrer Stelle befindet sich die Piazza Bufalini, gegenüber der Malatesta-Bibliothek). Im Jahr 1811 wurde beschlossen, sein Grab in die Bibliothek zu verlegen, aber es stellte sich heraus, dass die Grabstelle leer war. Seine sterblichen Überreste waren wahrscheinlich bei der Renovierung der Kirche zwischen 1751 und 1758 verstreut worden. Spätere Nachforschungen förderten eine Zypressenholzkiste zutage. Man glaubte, dass sie die Gebeine des Herrn von Cesena enthielt, die unter dem in der Bibliothek aufbewahrten (Original-)Grabstein begraben waren.

## In Cesena ausgeführten Bauwerke
Novello Malatesta ist verantwortlich für die großen Bauwerke, die Cesena das typische Aussehen gaben, das noch heute den historischen Teil der Stadt prägt. Seine Leistungen sind bemerkenswert, zahlreich und in einem relativ kurzen Zeitraum erbracht worden. In weniger als 30 Jahren veranlasste er: den Bau des Klosters Santa Maria für die Minderbrüder (1438), die neuen Arbeiten zur Verstärkung der Rocca Malatestiana und die Erweiterung der Stadtmauern (1441). Im Jahr 1452 schenkte er der Gemeinde mehrere Grundstücke in der Nähe von Cesenatico, vor allem aber gründete er die Biblioteca Malatestiana im Kloster San Francesco, ein einzigartiges Juwel seiner Art und ein Bezugspunkt für das gesamte kulturelle Erbe der Stadt. Seine Aktivitäten hörten damit nicht auf: Er vollendete die Steinbrücke über den Fluss Savio, er ließ einen Tunnel unter dem Monte della Brenzaglia graben, damit der Kanal von Brenzaglia hindurchfließen und die Mühlen auf der anderen Seite versorgen konnte, er baute den Staudamm von Mulino Cento, verstärkte die Stadtmauern und Tore, nahm die Arbeiten an der Rocca wieder auf und vollendete das Schloss von San Giorgio (1456).
Im Jahr 1458 schenkte Malatesta Novello den Mönchen der Osservanza ein Stück Land außerhalb von Porta Figarola, um ein neues Kloster zu bauen.
Im Jahr 1459 baute er die Porta Trova und im folgenden Jahr das Ospedale del Santissimo Crocefisso (1460).

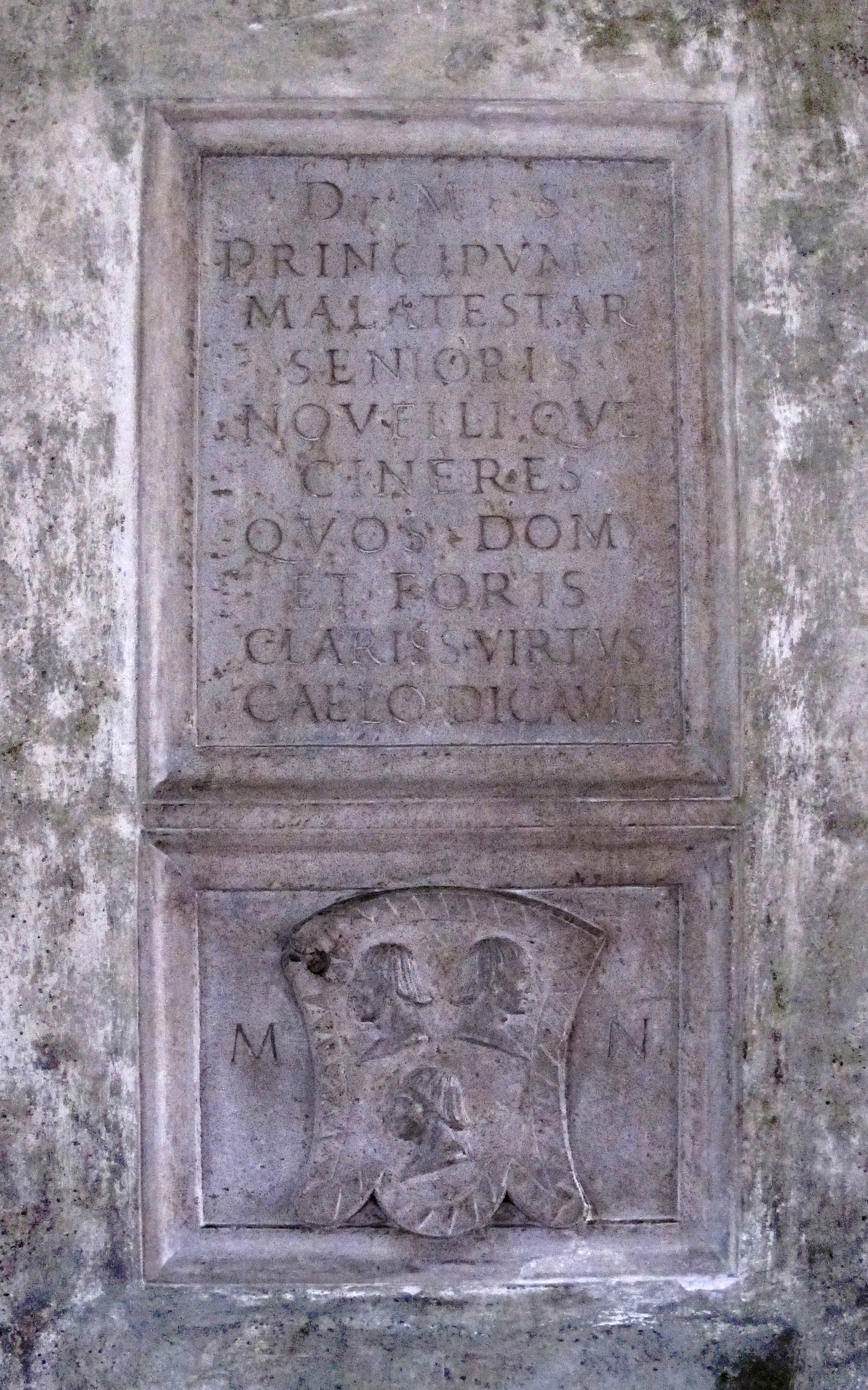
Malatesta Novellos Grabstein in der Malatesta-Bibliothek (das Grab ist verschollen)
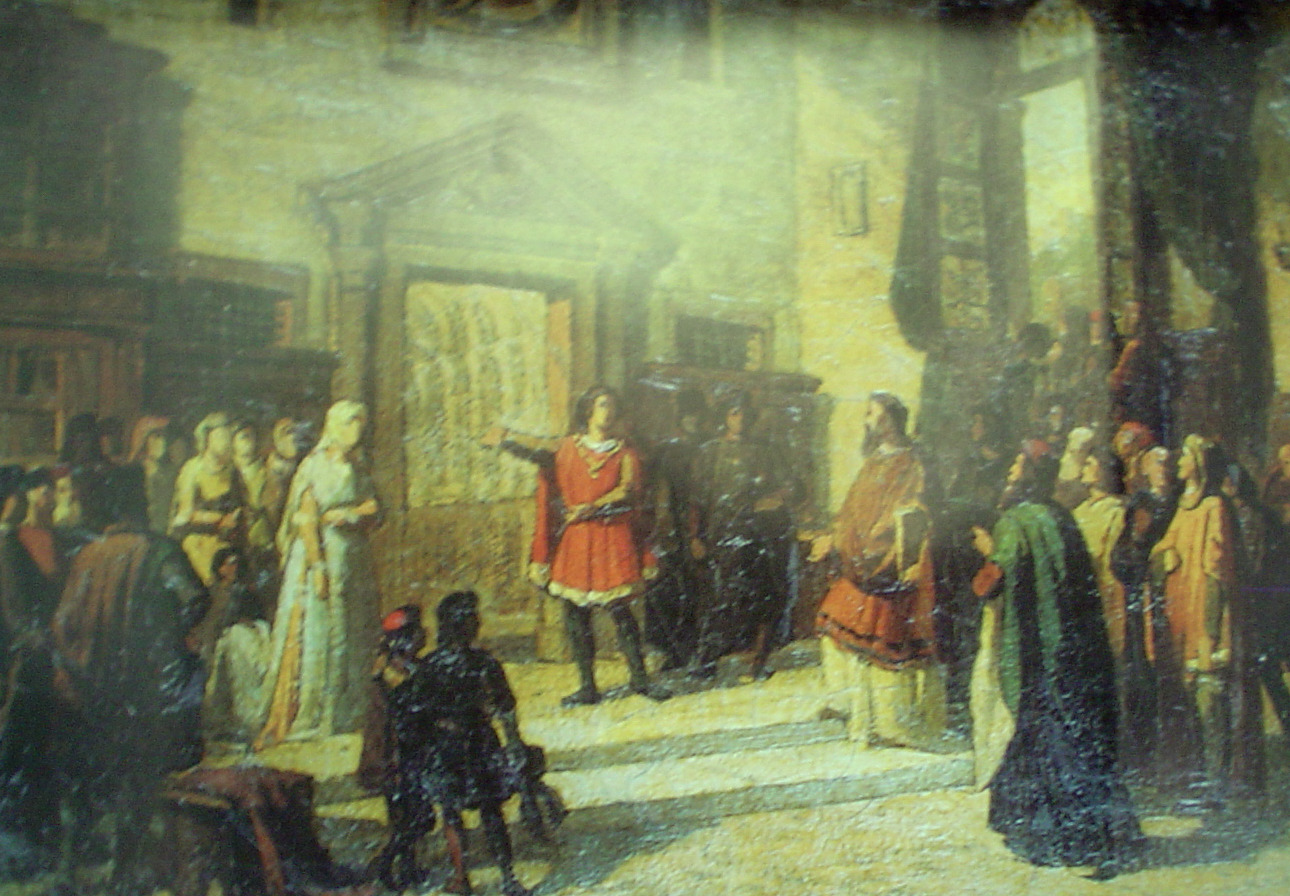
Domenico Malatesta und seine Frau Violante weihen die Malatesta-Bibliothek ein